# Alexandros Papadiamantis
Alexandros Papadiamantis (in greco Αλέξανδρος Παπαδιαμάντης; Skiathos, 4 marzo 1851 – Skiathos, 3 gennaio 1911) è stato uno dei maggiori scrittori greci del XIX secolo.

## Biografia
Nacque a Skiathos (in ital. Sciato), un'isola greca dell'arcipelago Sporadico (lett. "sparso", perché disposto in forma irregolare). La sua famiglia, come tutte le famiglie di quel periodo, era molto numerosa: aveva quattro sorelle e due fratelli. Suo padre, Adamantios Emanuil, figlio di una famiglia di marinai, era il prete dell'isola e sua madre, Agheliki Moraidi, era discendente di una famiglia nobile, originaria di Mistrà in Morea. Il cognome “Papadiamantis” deriva dalla parola “Papa” (prete) e “Diamantis” (il diminutivo del nome di suo padre Adamantios).
È stato un romanziere, scrittore di racconti, poeta, giornalista, editorialista, studioso e traduttore. Il suo stile narrativo si distingue per il suo realismo, che spesso arriva fino al naturalismo. Era un rigoroso e scrupoloso osservatore sia della società rurale sia della società ateniese del suo tempo. I suoi eroi tipici erano anticonformisti, capricciosi ed emarginati, persone naufragate sia in senso letterale sia figurato.
La sua è stata una personalità controversa. Dopo aver terminato faticosamente i suoi studi a Skiathos, nel 1872, al seguito di un suo amico, era andato al Monte Athos con lo scopo di diventare monaco; ma dopo pochi mesi decise di abbandonare il suo progetto perché non poteva adattarsi alla vita solitaria. Si iscrisse alla Facoltà di lettere e filosofia di Atene, ma non conseguì la laurea. Quindi per sopravvivere iniziò con l'impartire lezioni ai giovani, imparò da solo l'inglese e il francese e a frequentare i circoli letterari e giornalistici. Grazie alle conoscenze di un cugino inizia a pubblicare le sue traduzioni nei vari periodici dell'epoca. Il suo talento viene riconosciuto e subito diventa molto ricercato dai vari editori.
Papadiamantis è stato il primo a tradurre in greco il capolavoro di Fëdor Dostoevskij Delitto e castigo. Tuttavia ciò che occupa il mondo interiore dello scrittore è la grande nostalgia per la sua isola, Skiathos. Egli amava la vita nelle sue forme più semplici e popolari. Si vestiva sempre in modo trasandato ed era molto introverso. Orgoglioso e dignitoso, soffrì la povertà ma trovò conforto nel canto bizantino, nella nostalgia di Skiathos e nello scrivere racconti in preda alla follia dell'alcool. Sempre povero e sofferente, fu costretto a tornare in patria nel 1910. Lì sulla sua amata isola, ha incontrato la morte il 3 gennaio 1911.

La lingua che usava Papadiamantis era la katharevousa, una variante artificiale della lingua greca, arcaicizzante e purista, creata agli inizi del XIX secolo sulla base dell'antico dialetto attico e utilizzata come lingua ufficiale della Grecia fino al 1976. Il suo stile narrativo combinava la katharevousa con il linguaggio della scrittura e dell'innografia ecclesiastica come anche del dialetto dell'isola di Skiathos, utilizzato soprattutto nei dialoghi tra i suoi personaggi. Lui stesso scrisse: 
 Questo mosaico linguistico ha contribuito a caratterizzare Papadiamantis come “poeta della prosa”. 
La sua opera principale è considerata il romanzo I fònissa (L'assassina), pubblicato nel 1903, e disponibile in lingua italiana in due distinte traduzioni. Nel 1974 il regista greco Costas Ferris ne ricavò un film dal titolo omonimo.

## Opere scelte
- La emigrante, 1880
- La zingarella, 1881
- Attorno al lago, 1892
- Sogno sull'onda, 1900
- L'assassina, 1903

## Traduzioni in italiano
- Far fortuna in America, trad. di Francesco Maspero; in: Racconti dalla Grecia, a cura di F. Maspero, Milano, Mondadori, 1991, ISBN 88-04-35067-9, pp. 49-74
- L'assassina, trad. di Valeria Arnaldi, Roma, Elliot, 2015, ISBN 978-886-1925-89-2
- L'assassina, trad. di Francesco Maspero, Atene, Aiora, ISBN 978-618-5048-46-4 [Milano, Feltrinelli, 1989, ISBN 978-880-7050-65-7]
- Sogno sull'onda, trad. di Maria Caracausi, Atene, Aiora, ISBN 978-618-5048-67-9